# Phare du Millier
Phare du Millier ist der Name eines 1881 fertiggestellten Leuchtturms an der Nordküste des Cap Sizun an der Pointe du Millier. Er markiert die Einfahrt zur Bucht vor Douarnenez und gehört zur Gemeinde Beuzec-Cap-Sizun im Département Finistère in der Bretagne.

## Charakteristik
Direkt an der Steilküste gebaut, befindet sich das Leuchtfeuer in einer Höhe von 34 Metern. Der eigentliche Turm ist in der Mitte der Unterkunft des Leuchtturmwärters eingebettet.
Der Leuchtturm befindet sich in Staatsbesitz, wurde 1932 elektrifiziert und 1993 automatisiert. Er ist nicht besetzt und kann nicht besichtigt werden.

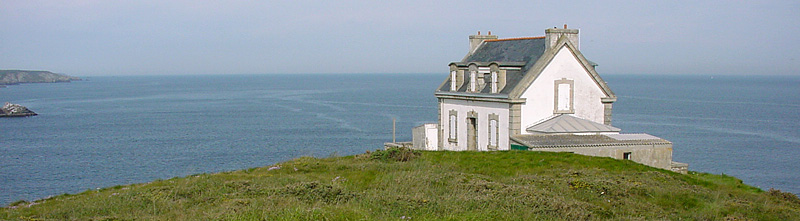
Der Leuchtturm vom Wanderweg entlang der Küste aus gesehen.

## Konstruktion
Die Mauern wurden aus Granit, das Dach aus Schiefer und die Laterne aus Zink errichtet. Umzäunt wird der Komplex von einem schmiedeeisernen Zaun mit. Im Haus befindet sich eine Zisterne.

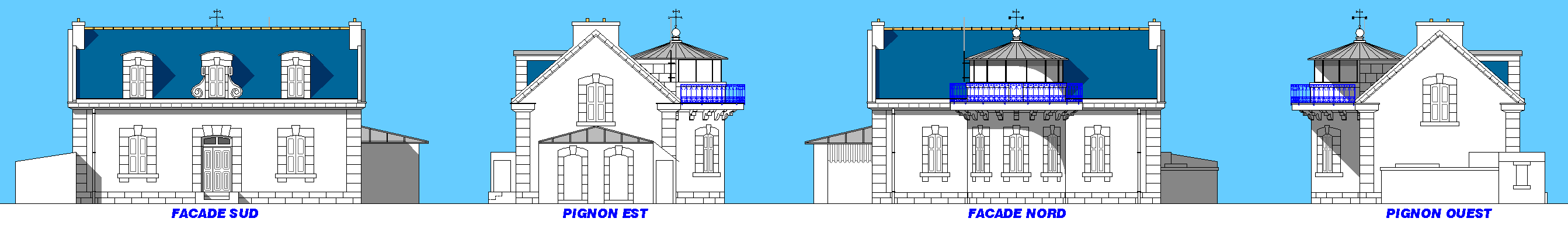
Der Leuchtturm von Süd, Ost, Nord und West gesehen.